# Nesokia bunnii
Nesokia bunnii es una especie de roedor miomorfo de la familia Muridae.

## Distribución
Es endémica de Irak. 